# ريتشارد إي. فلمنج
ريتشارد إي. فلمنج (بالإنجليزية: Richard E. Fleming)‏ هو ضابط أمريكي، ولد في 2 نوفمبر 1917 في سانت بول في الولايات المتحدة، وتوفي في 5 يونيو 1942 في المحيط الهادئ.